# 土橋昭夫
土橋 昭夫（どばし あきお、1949年〈昭和24年〉1月2日 - ）は、日本の実業家。双日株式会社元会長。

## 経歴
- 1949年（昭和24年）1月2日生まれ。出身は山梨県。
- 1972年（昭和47年） 3月、中央大学商学部卒業[1]
- 1972年（昭和47年） 4月、日綿實業(株)（現双日株式会社）入社
- 1982年（昭和57年） 6月 - ニチメン株式会社に商号変更
- 1983年（昭和58年） 6月 - 東京建設部・第二課主任
- 1988年（昭和63年） 7月 - 東京建設部・住宅事業課課長
- 1995年（平成 7年） 7月 - 東京建設第一部部長
- 1999年（平成11年） 4月 - 建設本部本部長
- 1999年（平成11年） 6月 - 執行役員
- 2001年（平成13年） 4月 - 建設カンパニー長
- 2002年（平成14年） 4月 - 常務執行役員海外担当兼国内地域法人担当兼建設・木材カンパニー長兼業務担当
- 2002年（平成14年） 6月 - 常務取締役、常務執行役員建設・木材カンパニー管掌海外担当兼国内地域法人担当兼建設・木材カンパニー長兼業務担当
- 2003年（平成15年） 4月 - 代表取締役専務、専務執行役員営業部門管掌兼CIO兼営業第二グループ担当兼国内地域法人担当兼建設・木材カンパニー長
- 2003年（平成15年） 4月 - ニチメン・日商岩井ホールディングス執行役員
- 2003年（平成15年）12月 - ニチメン代表取締役、取締役社長兼CEO
- 2004年（平成16年） 4月 - ニチメンと日商岩井の合併により双日に商号変更、代表取締役社長
- 社長に就任した土橋昭夫のもと、事業再編成や人員削減などを含む中期経営計画を実行。資本準備金の取り崩しによる約5700億円の損失処理などの経営環境を改善した結果、中期経営計画が達成されたと発表し、新たな中期経営計画として2006年4月に「New Stage 2008」を発表した。
- 2004年（平成16年） 6月 - ニチメン・日商岩井ホールディングス取締役（非常勤）
- 2004年（平成16年） 7月 - 双日ホールディングス（ニチメン・日商岩井ホールディングスから商号変更）取締役（非常勤）
- 2005年（平成17年）10月 - 双日ホールディングスと双日の合併により双日に商号変更、代表取締役社長
- 2007年（平成19年） 4月 - 代表取締役会長[1]。現在は、会長を退き特別顧問。

## 対外活動
- 国際貿易促進協会副会長